# Al-Dżasura
Al-Dżasura (arab. الجسورة) – wioska w Jordanii, w muhafazie Irbid.

## Położenie
Al-Dżasura położona jest w depresji Doliny Jordanu, na północy Jordanii. Leży w otoczeniu pól uprawnych na wschodnim brzegu rzeki Jordan. W pobliżu znajdują się wioski Kalla’at, Al-Harawijja, Az-Zimalijja.
W odległości około 1,5 km na zachód od miasta przebiega granica jordańsko-izraelska. Na południowy zachód od wioski znajduje się przejście graniczne Rzeka Jordan. Po stronie izraelskiej znajdują się miasto Bet Sze’an, moszaw Bet Josef, oraz kibuce Chamadja, Ma’oz Chajjim i Newe Etan.